# Hans-Michael Derenbach
Hans-Michael Derenbach (auch: Hans Derenbach; * 5. Mai 1969; † 3. Februar 2024 in Neuss) war ein deutscher Elektriker sowie Erbauer und Betreiber der vermutlich weltweit kleinsten privaten Geisterbahn, die ihm aufgrund zahlreicher Medien- und TV-Berichte  überregionale Bekanntheit einbrachte.

## Leben
Bereits vor dem Bau seiner Geisterbahn veranstaltete der gelernte Elektriker in seinem Freundeskreis Halloween-Partys im Keller. Als einer seiner Freunde meinte, dass dies eine wahre Geisterbahn sei, habe er, um dies zu demonstrieren, eine richtige Geisterbahn erbaut. Dafür stemmte er zwei Wände in seinem ehemaligen Kohlenkeller, einer früheren Bäckerei der Familie Derenbach, auf und errichtete auf 25 Quadratmetern ein über 13 Meter langes Schienennetz mit Gondel.
Diese Freizeitbeschäftigung führte dazu, dass seine privat betriebene Geisterbahn mehrfach für Medien-, TV-Berichte und Filmaufnahmen diente. So berichtete u. a. die Rheinische Post, die Westdeutsche Allgemeine Zeitung (kurz WAZ), WeltN24, das ZDF-Servicemagazin Volle Kanne, die ZDF-Quizshow, Da kommst Du nie drauf!, die WDR-Sendung Lichters Schnitzeljagd oder das MDR-Format Außenseiter-Spitzenreiter über ihn. In der vom 20. Dezember 2015 ausgestrahlten Folge der NDR-Ratesendung Kaum zu glauben! nahm er als Gast teil. 2019 war seine Geisterbahn Filmkulisse für Dreharbeiten der Sendung X-Factor: Das Unfassbare kehrt zurück.
Mit Einbruch der COVID-19-Pandemie stellte er den Betrieb seiner privaten Geisterbahn ein aber plante eine Wiedereröffnung, zu der es aufgrund seines Ablebens nicht mehr kam.
In seinen letzten Lebensmonaten errichtete er zuhause eine Modelleisenbahn-Landschaft im Miniaturformat.
Daneben war Derenbach Ehrenmitglied und Sousaphon-Spieler des Neusser Bundesfanfarenkorps.
Beruflich war Derenbach zuletzt als Elektriker bei der Düsseldorfer Firma KKL-Klimatechnik tätig.
Am 3. Februar 2024 starb Hans Derenbach im Alter von 54 Jahren an den Folgen von Bauchspeicheldrüsenkrebs. Er hinterlässt seine Frau Birgit Derenbach.
Seine Beisetzung fand am 23. Februar 2024 auf dem Neusser Hauptfriedhof unter der Teilnahme des Bundesfanfarenkorps Neuss-Furth mit einem Trommelmarsch statt.